# Стрёмфельт, Ульрика
Графиня Ульрика Стрёмфельт (швед. Ulrika Strömfelt, полное имя Lovisa Ulrika Eleonora Strömfelt, в замужестве Sparre; 1724—1780) — шведская дворянка, придворная дама.

## Биография
Родилась 11 сентября 1724 года в семье риксрода графа Йохана Карла Стрёмфельта и королевской гувернантки Хедвиг Элисабет Врангель.
В 1739 году Ульрика стала фрейлиной королевы Швеции Ульрики Элеоноры. В 1744 году она стала подругой новой наследной принцессы Луизы Ульрики Прусской. Ульрика и её сестра Агнета (Agneta Margareta Strömfelt, 1725—1760) принадлежали к первому кругу придворных королевы. В 1748 году она была назначена на должность главной фрейлины после отдаления от двора Генрики Юлианы фон Левен.
Стрёмфельт была членом любительской театральной труппы Луизы Ульрики (Lovisa Ulrikas amatörteatersällskap), которая с 1746 года исполняла пьесы при дворе. Но особенно известной она стала в связи с неудачной попыткой государственного переворота королевы Луизы Ульрики в 1756 году.

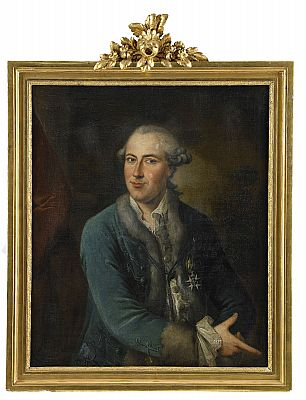
Карл Спарре

Для финансирования переворота Луиза Ульрика изъяла алмазы из королевской короны, заменила их кристаллами и заложила алмазы в Пруссии — в Берлине. Ульрика Стрёмфельт, близкая к партии шляп и не поддерживавшая идею реставрации абсолютной монархии, проинформировала риксдаг о том, что часть коронных драгоценностей пропала и была заложена в Германии. Правительство Швеции потребовало инвентаризации драгоценностей короны, что положило начало разоблачению и провалу переворота 1756 года. По другой версии Стрёмфельт проинформировала министерство иностранных дел риксдага о тайной переписке между королевой и её братом Фридрихом II. В любом случае, её сообщение привело к разоблачению переворота. В знак признания этого события Ульрике Стрёмфельт была назначена пенсия в размере 2000 риксдалеров в серебре и титул «Ständernas dotter» от риксдага. После этого Стрёмфельт покинула королевский двор, утратив доверие Луизы Ульрики.
Покинув королевский двор в 1756 году, Ульрика Стрёмфельт вышла замуж за стокгольмского губернатора барона Карла Спарре. Их брак описывался современниками как счастливый, несмотря на постоянные измены супруга. В 1777 году Ульрика вернулась на королевский двор в качестве обергофмейстерины новой королевы Софии Магдалены Датской, находилась на этой службе до конца жизни.
Умерла 30 апреля 1780 года в Стокгольме.